# Muscle élévateur de la lèvre supérieure
Le muscle élévateur de la lèvre supérieure (ou muscle élévateur propre de la lèvre supérieure ou muscle releveur profond ou muscle élévateur profond ou muscle élévateur profond commun de l’aile du nez et de la lèvre supérieure ou chef infra-orbitaire du muscle quadrilatère de la lèvre supérieure) est un muscle facial cutané pair.

## Description
Le muscle élévateur de la lèvre supérieure est muscle plat quadrilatère longeant les ailes du nez.

## Origine
Le muscle élévateur de la lèvre supérieure nait sur la moitié médiale du bord infra-orbitaire de l'os zygomatique et de la branche montante du maxillaire, au-dessus du foramen infra-orbitaire.

## Trajet
Le muscle élévateur de la lèvre supérieure descend oblique en bas et en dedans.

## Insertion
Le muscle élévateur de la lèvre supérieure s'achève en devenant intimement adhérent à la face profonde de la peau au niveau de la lèvre supérieure.

## Innervation
Le muscle élévateur de la lèvre supérieure est innervé par un rameau du nerf facial.

## Vascularisation
Le muscle élévateur de la lèvre supérieure est vascularisé par une branche de l'artère faciale.

## Action
Le muscle élévateur de la lèvre supérieure est élévateur de la lèvre supérieure en la portant un peu en dehors.

## Rapports
Recouvert par le muscle orbiculaire des paupières et par la peau à l'origine, le muscle élévateur de la lèvre supérieure recouvre les vaisseaux et le nerf sous-orbitaire au moment où ils sortent du canal du même nom, il se place en avant du muscle élévateur de l'angle de la bouche dont il est séparé par du tissu adipeux, au transverse du nez et à l'orbiculaire des lèvres.

## Galerie

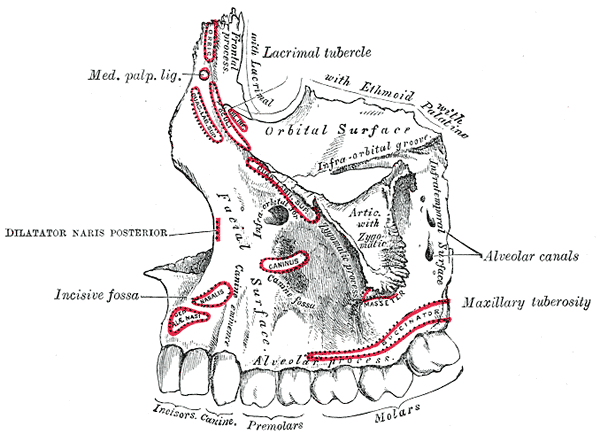
Face externe du maxillaire gauche
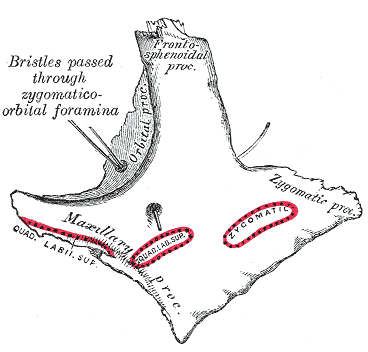
Os zygomatique gauche
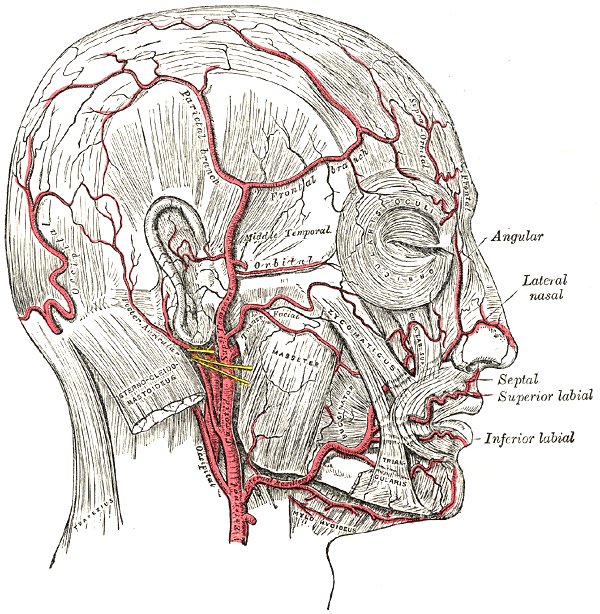
Les artères du crâne et de la face